# Finlandia Południowo-Zachodnia
Finlandia Południowo-Zachodnia (fiń. Varsinais-Suomi, Finlandia Właściwa) – region Finlandii w dawnej prowincji Finlandia Zachodnia. Głównym miastem jest Turku (szw. Åbo).

## Historia
Dawniej także księstwo powstałe w IX wieku obejmujące regiony Varsinais-Suomi, Satakunta, Uusimaa okolice Vaasa, Wyspy Alandzkie (Ahvenanmaa) i wschodnie wybrzeże. Najlepszym okresem dla krainy był XI-XII wiek. Mieszkańcy trudnili się głównie handlem z Estonią, Łotwą i Karelią, a od XII wieku ze Szwecją. Zajmowano się także rolnictwem i myślistwem. Z tego okresu pochodzą liczne kurhany, pozostałości twierdz i znaleziska archeologiczne. Głównym stanowiskiem archeologicznym jest Lieto, gdzie odkryto pozostałości dawnego zamku na wzgórzu.
W norweskich i islandzkich sagach podaje się, że na terenie księstwa znajdowała się siedziba dawnych fińskich królów. Mieli oni rządzić całym wschodnim rejonem Bałtyku. Wszystkie fińskie plemiona ściśle współpracowały ze sobą, więc możliwe było powstanie zjednoczonego państwa. Mogło się to dziać zapewne w IX-XI wieku. W 1155 roku zostało przyjęte chrześcijaństwo, a w 1249 roku Varsinais-Suomi wraz z resztą kraju stało się oficjalnie częścią Szwecji. Zachowało jednak sporą autonomię, a lokalni możnowładcy otrzymali tytuły szlacheckie. Do XVII wieku mieszkańcy musieli jedynie uznawać formalnie zwierzchnictwo szwedzkiego króla i płacić podatki. Wielu szwedzkich kupców, chłopów i rzemieślników osiedliło się w Turku i pobliskich miastach. W 1284 roku zostało utworzone Księstwo Finlandii

## Gminy i miasta
W obrębie regionu jest 27 gmin, w tym 11 miast:

### Miasta
| - Turku - Salo - Raisio - Kaarina - Naantali - Uusikaupunki | - Pargas - Loimaa - Paimio - Somero - Laitila |

### Pozostałe gminy
| - Aura - Kemiönsaari - Koski Tl - Kustavi - Lieto - Marttila - Masku - Mynämäki | - Nousiainen - Oripää - Pyhäranta - Pöytyä - Rusko - Sauvo - Taivassalo - Vehmaa |